# Reino de Dahomey
El Reino de Dahomey fue un antiguo Estado africano que se distinguió por su ejército de mujeres soldado (amazonas de Dahomey) y como centro de la trata de esclavos en el siglo XVIII. Situado en el oeste del país yoruba, en la región costera de la actual República de Benín, Dahomey fue probablemente fundado en la primera mitad del siglo XVII y estuvo originalmente sometido al reino de Allada, de quien solo logró independizarse hacia 1715. 
Posteriormente, sus soberanos lanzarán varias guerras de conquista contra sus vecinos y consiguieron ampliar notablemente sus dominios. Así, hacia mediados del siglo XVIII, el territorio de Dahomey se extendía, sobre la costa, desde la llamada «Boca del Rey» (al este de Grand-Popo) hasta el lago Denham y el grao de Kotonou (Cotonú), y en el interior, entre el río Cuffo (Kouffo), al oeste, y el río Weme (Ouémé) al este; al norte, el reino estaba limitado por una frontera mal determinada con el territorio de los mahi.

## Orígenes
Los orígenes de Dahomey pueden ser trazados a partir de un grupo adjá (aja) del reino costero de Allada (Reino de Adra o de los Ardres, en las crónicas occidentales) que se desplazó hacia el norte y se estableció entre los pueblos fon del interior. Según la tradición
, el rey Kokpon de Allada tuvo tres hijos: Meji, Té Agbanlin y Gangnihessou o Ganixësu. Después de una disputa sucesoria, el primero sucedió a su padre, mientras que Té Agbanlin partió hacia el sur, donde fundó Adjatché (Porto Novo), y Gangnihessou se dirigió al norte para establecerse en Abomey, núcleo del futuro reino de Dahomey.
El nombre de Dahomey, Abomey o Abomé hace referencia a un fuerte cuyo muro de cinta abarcaba un espacio que en fon se denomina agbomé, y que dio nombre a la ciudad de Abomey.
De acuerdo a la cronología de los reyes de Abomey, Aho sucedió a su padre Dakodonu, que anteriormente había suplantado a su hermano Gangnihessou. Después de numerosas batallas con los pueblos vecinos, el rey Aho (1645-1685) logró erigir un verdadero reino y, tras adoptar el nombre de Houegbadja o Wegbadcha, demostró ser un eficiente organizador, creador de una estructura política en la que era predominante el elemento militar. Entre otras cosas, determinó las funciones de los principales ministros (gbonugä), estableció una etiqueta en la corte y decretó las primeras reglas relativas a los funerales.
Sucesor de Houegbadja, fue su hijo Houessou Akaba (1685-1708). Por haber alcanzado el poder muy tarde, adoptó, para recordar el hecho, la siguiente divisa, plena de filosofía: «Pese a su lentitud, el camaleón consigue llegar a la copa del bómbax». Con todo, dispuso del tiempo suficiente para lanzar vigorosos ataques contra los habitantes de la zona del río Wemé. Murió de viruela durante una de esas campañas, y su sucesor, Agadja o Agadcha (1708-1740), consiguió para Dahomey soberanía internacional, independizándose de Allada en 1715. Al carecer de suficientes efectivos masculinos, fue el creador de un cuerpo de tropas femeninas, las famosas amazonas, que debían ser vírgenes o, al menos, cumplían el celibato. Durante su reinado, Dahomey se extendió hasta la costa del golfo de Guinea, estableciendo contacto directo con los europeos. En 1724 conquistó Allada y posteriormente el reino costero de Savi, que controlaba el importante puerto de Ouidah (Whydah). No obstante, fue derrotado por los yorubas de Oyo, que habían devastado Porto Novo, y con los que tuvo que pactar vasallaje y aceptar pagar un tributo anual compuesto por ochenta y dos esclavos de ambos sexos, así como diversas mercancías.
El contacto con los comerciantes europeos dio a Agadja el sobrenombre de Hwito («el que toma el camino de los barcos»). El máximo esplendor de la dinastía coincidió con este reinado, entre otras razones por abrirse al comercio con los europeos a través de la costa. Por otra parte, la organización política y social fue tomando un carácter institucional. Los antepasados del rey eran objeto de culto religioso con sacrificios humanos. El Estado, centralista y totalitario, pasó a controlar minuciosamente la reproducción y el número de habitantes.

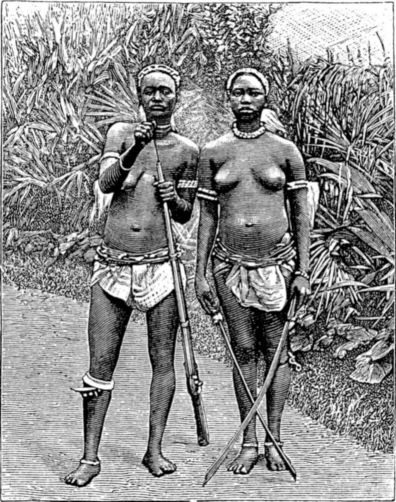
Amazonas de Dahomey armadas con sables y un primitivo fusil.

La fuerza de la aparición de Dahomey no podía menos que inquietar a Oyo. Y desde ese momento una terrible competencia va a oponer a ambas potencias, que aspiraban a controlar el principal tráfico de la costa, es decir, el comercio de esclavos. Además, Oyo y Dahomey competirán brutalmente con Ashanti, que había conseguido asegurarse ese mismo papel en el oeste. Dahomey no se doblegó nunca del todo y prosiguió sus incursiones por toda la región entre el Volta y el Níger.
A mediados del siglo XVIII, el reino optó por basar su potencia únicamente en el tráfico de esclavos, erigido en monopolio real durante el reinado de Tegbessou (1740-1774). Pero el país conocerá luego un largo periodo de depresión. El ejército, descuidado por un rey poco guerrero, no resolvió el problema del aprovisionamiento y la venta se resintió, tanto a causa de la guerra de Independencia norteamericana como de la Revolución francesa. Además, el sistema comercial tradicional, basado en los fuertes europeos de la costa, también entró en decadencia.
El asesinato de Agonglo (1797) y la caída de Adandozan (1818) confirmaron la gravedad de la crisis. No obstante, la situación fue enérgicamente enderezada por Ghézo, que reinó durante cuarenta años (1818-1858) y se reveló como un gran estadista. Este monarca tuvo la habilidad de introducir varias innovaciones, entre las que destacó la producción y comercialización del aceite de palma. Durante su reinado la población del reino paso de un millón de personas al doble, producto de las grandes conquistas que logró.
Seguramente al percatarse de que el nuevo producto podría significar un aumento de las ganancias, reforzando las obtenidas del comercio de esclavos, Ghezo comenzó a tomar medidas para alentar este nuevo comercio a partir de la década de 1840, declarando a la palma un árbol sagrado y prohibiendo su corte. Ghezo dio también un paso crucial en la transformación del kouzou, tipo de impuesto sobre la producción agrícola, introducido durante el reinado de Houegbadja, en un impuesto pagable en aceite de palma por todos los cultivadores y colectores de palma por un importante dignatario, el Tavisa. El rey también se asoció con un comerciante de Marsella, Louis Régis, que se estableció en 1843 en el antiguo fuerte francés de la costa y facilitó la entrada del aceite en el mercado metropolitano.
Todo esto originó una nueva prosperidad, que permitió al país liberarse de la tutela de Oyo y encontrar una alternativa al comercio negrero, combatido por la escuadra británica (bloqueo de 1851) y comprometido por las derrotas sufridas por las tropas de Dahomey contra los egba (vergonzosos fracasos de 1851 y de 1864 frente a Abeokuta).
Aunque con menos éxito, el rey Glélé (1858-1889) continuó con la misma política. Más belicoso y menos interesado por los problemas económicos, tuvo la mala suerte de gobernar en una época en que se acentuaba la presión de los comerciantes franceses, descontentos a causa de una fuerte presión impositiva y por la competencia, cada vez más dura, de los británicos.

## Las luchas contra los franceses
El conflicto directo se desarrolló en la última década del siglo XIX, cuando Francia estableció un protectorado sobre Porto Novo, un vasallo de Dahomey, lo que constituyó un serio revés para las intereses económicos de este último. En 1889, el heredero del trono, el príncipe Kondo, informó al gobernador de Rivières du Sud, Bayol, de que el pueblo fon nunca aceptaría semejante situación. En febrero del año siguiente, Bayol ordenó la ocupación de Cotonú y el arresto de todos los notables fon de la ciudad. El príncipe Kondo, que había comenzado a reinar en diciembre de 1889 bajo el nombre de Behanzin, reaccionó movilizando a sus tropas. En esa época, Dahomey tenía un ejército permanente que, en tiempo de paz, contaba con unos 4000 hombres y mujeres. En tiempo de guerra, el servicio militar era obligatorio para todos los hombres y contaba con el apoyo de las amazonas.
La guarnición francesa de Cotonú fue atacada y, al mismo tiempo, una parte del ejército dahomeyano, enviada a la región de Porto Novo, comenzó a destruir las palmeras. Tal como pensaba Behanzin, estas contramedidas económicas indujeron a los franceses a pedir rápidamente la paz. El 3 de octubre de 1890, el padre Dorgère se presentó personalmente en Abomey con proposiciones de paz: como contrapartida al reconocimiento de Cotonú como posesión francesa y al derecho de los franceses a recaudar derechos de aduana y a estacionar en el lugar una guarnición, los franceses pagarían a Behanzin una anualidad de 20.000 francos. El rey aceptó estas condiciones y se firmó un tratado. Pero, Behanzin comenzó a modernizar su ejército con el objeto de defender el resto de su Estado. Entre enero de 1891 y agosto de 1892 compró «1.700 rifles de tiro rápido, seis cañones Krupp de diversos calibres, 5 ametralladoras, 400.000 municiones surtidas y una gran cantidad de granadas», a las firmas alemanas que operaban en Lomé.
Sin embargo, los franceses estaban decididos a conquistar Dahomey y obtuvieron la excusa necesaria cuando, el 27 de marzo de 1892, algunos soldados fon dispararon al residente de Porto Novo que viajaba río arriba por el Weme en la cañonera Topaz. El coronel Dodds, un mulato senegalés, fue encargado de esta misión y llegó a Cotonú en mayo de 1892. Porto Novo, donde los franceses reunieron 2000 hombres, se convirtió en el centro de operaciones. Dodds desplazó a sus hombres por el río Weme, y el 4 de octubre empezó su marcha hacia Abomey. Los fon unieron las tres divisiones de su ejército, que sumaba ahora unos 12 000 hombres, y lo desplegaron contra el ejército invasor, entre el río y Abomey. Sin embargo, todos los esfuerzos de los soldados fon, que usaron sus métodos tradicionales de lucha (ataques al alba por sorpresa, ataques inesperados, hostigamiento de las fuerzas invasoras y otras tácticas guerrilleras), fracasaron en su intento de detener a los franceses. Estos los derrotaron infligiéndoles graves pérdidas, que se estimaron en 2000 muertos (incluyendo prácticamente todas las amazonas) y 3000 heridos, mientras que los franceses solo perdieron 10 oficiales y 67 hombres. Pero, lo que más estorbó el plan militar fon fue la destrucción de la cosecha realizada por los esclavos yorubas que habían sido liberados por el ejército de Dodds. Abomey se vio así enfrentado a un grave problema de aprovisionamiento. Para evitar el hambre, algunos soldados regresaron a sus hogares a buscar comida y defender sus pueblos del pillaje de los esclavos liberados.
Ante la desintegración del ejército fon, Behanzin debió iniciar conversaciones de paz. Dodds acampó en Cana, aceptó las propuestas del rey, pero reclamó una fuerte indemnización de guerra y que los fon entregaran todas las armas, lo que fue rechazado por estos. En noviembre de 1892, Dodds, continuando su inexorable avance, entró en Abomey, que Behanzin había incendiado antes de dirigirse a la zona norte de su reino donde se instaló. En lugar de rendirse o ser derrocado por su pueblo, tal como esperaban los franceses, Behanzin empezó a reorganizar su ejército y, en marzo de 1893, estaba ya en condiciones de agrupar 2000 hombres que realizaron numerosas incursiones en las zonas controladas por los franceses. En abril de 1893, los notables fon hicieron nuevas propuestas de paz. Estaban dispuestos a ceder a Francia la parte sur del reino, pero no podían aceptar el derrocamiento de Behanzin, en quien ellos veían la encarnación de los valores de su pueblo y el símbolo de la existencia independiente de su Estado. Por consiguiente, los franceses lanzaron otra expedición, en septiembre, también dirigida por Dodds, que ahora era general, consiguiendo conquistar la zona norte de Dahomey. Goutchilli fue nombrado y coronado rey el 15 de enero de 1894 y, el 29 del mismo mes, Behanzin fue apresado a consecuencia de una traición.

## Arte y religión
El arte dahomeyano es estrictamente cortesano y en los palacios de Ghezo y de Glelé, en Abomé, puede verse todavía uno de los museos históricos más ricos de África negra: bajorrelieves extraordinarios que son como páginas de historia; tronos montados sobre cráneos humanos, tapicerías, alfombras, tintes que exaltan los símbolos regios en un estilo poderoso, en medio de los cuales destaca, como una fuerza de la naturaleza, el búfalo que simboliza a Ghezo. Se conservan tradiciones de una riqueza no frecuente. Y en lo referente a la religión, existe la creencia de un alma inmortal. Por encima del universo se halla la pareja creadora Lisa-Mahu, que representaba, respectivamente, al Sol y la Luna. Por debajo de ellos, y como vectores para su acción terrena, existen dioses especializados en distintos campos, llamados vodun. Dahomey y el resto de la costa de Benín tienen la particularidad de ser los únicos lugares de África que poseen conventos en los que hombres y mujeres se consagran al culto de los diferentes dioses.

## Organización política y social
La base de la organización del reino era el poblado, con un jefe nombrado por el rey y un consejo de jefes de familia. La asociación Dokpwé, que comprendía a todos los jóvenes y adultos, procedía, por medio de sus miembros, a la ejecución de los trabajos duros ritmados por los cantos y la música; el jefe de la asociación, el dokpwega, tenía que ser consagrado por el rey. Los poblados estaban agrupados en provincias, confiadas por el rey a grandes personajes.
Había cuatro clases sociales: 1.- Los esclavos (prisioneros de guerra); 2.- Los siervos (nacidos de los esclavos en Dahomey); 3.- La clase libre (campesinos y artesanos, que se convertían en soldados en tiempo de guerra); 4.- La aristocracia (altos funcionarios y sacerdotes, que no trabajaban con sus propias manos y poseían esclavos).
El rey, designado entre sus hijos por su predecesor, era un personaje sagrado, ante el cual todos se prosternaban. Designaba numerosos dignatarios, entre otros a dos ministros que disponían de grandes poderes. Las numerosas mujeres del rey se dividían en mujeres verdaderas (algunas de las cuales ejercían cierto control administrativo sobre los funcionarios), esclavas, mujeres viejas atendidas y amazonas, que combatían y tenían que permanecer castas. El “pacto de sangre” establecía una fraternidad entre los pactantes y se había convertido en un medio de reclutar agentes y espías para el gobierno.
En un rincón del palacio real un compartimiento contenía sacos de rafia llenos de guijarros: era el censo. Cada saco representaba un poblado, con un guijarro por persona, repartidos estos por edad y por sexo. El censo servía para la movilización. El rey y sus ministros conducían el ejército en las habituales guerras.
También era necesario el censo para la política fiscal. La manutención de la corte y del ejército y las compras de armas tenían que ser pagados mediante la venta de esclavos y de aceite de palma, pero principalmente mediante los impuestos: derechos de aduana, impuestos sobre las cosechas, el ganado, los productos de la caza y el trabajo de los artesanos. Las cosechas eran recontadas cada año y los funcionarios velaban por la ejecución de los planes de producción.
Los viajeros europeos que visitaron el país quedaron impresionados por el culto a los antepasados reales. Especialmente a la muerte de un rey, se le tenía que rehacer un reino en el más allá, mediante ofrendas y numerosos sacrificios humanos. Anualmente, se realizaba también otra celebración en honor de los antepasados reales: la llamada fiesta de las “Costumbres”. Era esta una ocasión para que el rey hiciera ostentación de sus riquezas a los ojos del pueblo, así como para distribuir una parte de las mismas; los numerosos sacrificios humanos que acompañaban esos actos desencadenaron, en vísperas de la conquista, la vindicta de los “filántropos” europeos. Otras circunstancias (por ejemplo, la partida hacia la guerra o la construcción de un palacio) exigían también sacrificios sangrientos.
De esta manera, Dahomey se presentaba como una fórmula forzada de monarquía absoluta, de derecho divino y divinizada, que exigía numerosos sacrificios a los individuos. El monarca dahomeyano era, efectivamente, un rey cuyo poder, que parece autocrático e incluso sanguinario, reflejaba la dureza de los tiempos. Pero la dictadura estaba lejos de ser absoluta: los ministros debían ser consultados, la tradición respetada y escuchados los dioses vodun.

## Ejército y demografía
En el caso del reino de Dahomey exploradores estimaban que en el curso de veinte años (1813-1833) se exportaron hasta 170 000 esclavos cada año pero probablemente fue una exageración debido a que en total la población del reino era de menos de 200 000 personas, de las que 90 % eran esclavos, y la capital, Abomey, no pasaba de los 30 000 residentes. El ejército regular se componía de 12 000 guerreros (5000 eran amazonas) y en caso de guerra se duplicaba además de estar acompañado por un gran séquito, en total unas 50 000 personas entre guerreros y el séquito marchaban a la batalla en caso de guerra.

## Reyes de Dahomey
1. Gangnihessou (1600-1620)
2. Dakodonou (1620-1645)
3. Aho Houegbadja (1645-1685)
4. Houessou Akaba (1685-1708)
5. Agadja (1708-1740)
6. Tegbessou (1740-1774)
7. Kpengla (1774-1789)
8. Agonglo (1789-1797)
9. Adandozan (1797-1818)
10. Ghézo (1818-1858)
11. Glélé (1858-1889)
12. Behanzin (1889-1894)
13. Agoli-Agbo (1894-1900)